# Liga Nacional 2024-2025 (Guatemala)
La Liga Nacional 2024-2025, nota anche come Liga Guate Banrual 2024-2025 per ragioni di sponsorizzazione, è stata la 50ª edizione della massima serie del campionato di calcio guatemalteco. Il campionato è iniziato il 3 agosto 2024 e si è conclusa il 18 maggio 2025.
La stagione è stata divisa in due tornei separati, l'Apertura 2024 e il Clausura 2025, con lo stesso formato e le stesse squadre partecipanti, che hanno decretato due campioni nazionali.

## Stagione

### Novità
Dalla scorsa edizione del campionato è retrocesso il Dep. Coatepeque, ultimo nella classifica aggregata di apertura e clausura, mentre dalla Primera División de Ascenso è stato promosso il Deportivo Marquense.

### Formula
In ognuna delle due fasi le 12 squadre partecipanti giocano un girone all'italiana con partite di sola andata, per un totale di 11 giornate. Al termine di esse, le prime 8 si qualificano per i play-off, che prevedono re turni ad eliminazione diretta di andata e ritorno per il titolo del periodo.
Le ultime due squadre nella classifica aggregata (che tiene conto di Apertura e Clausura) sono retrocesse in Primera División de Ascenso.

## Squadre partecipanti
| Club                | Città               | Stagione precedente                                        |
| ------------------- | ------------------- | ---------------------------------------------------------- |
| Deportivo Achuapa   | El Progreso         | Quarti di finale di Apertura; quarti di finale di Clausura |
| Antigua GFC         | Antigua Guatemala   | Quarti di finale di Apertura; semifinali di Clausura       |
| Cobán Imperial      | Cobán               | 4° in Apertura - A; quarti di finale di Clausura           |
| Comunicaciones      | Città del Guatemala | Campione di Apertura; semifinali di Clausura               |
| Deportivo Marquense | San Marcos          | 1° in Primera División de Ascenso                          |
| Guastatoya          | Guastatoya          | Finale di Apertura; 10° in Clausura                        |
| Dep. Malacateco     | Malacatán           | Quarti di finale di Apertura; quarti di finale di Clausura |
| Deportivo Mixco     | Mixco               | 6° in Apertura - B; finale di Clausura                     |
| Deportivo Municipal | Città del Guatemala | Quarti di finale di Apertura; campione di Clausura         |
| Xelajú MC           | Quetzaltenango      | Semifinali di Apertura; 9° in Clausura                     |
| Deportivo Xinabajul | Huehuetenango       | 5° in Apertura - A; quarti di finale di Clausura           |
| Zacapa              | Zacapa              | Semifinali di Apertura; 11° in Clausura                    |

## Apertura

### Stagione regolare
|  | Pos. | Squadra             | Pt | G  | V | N | P  | GF | GS | DR  |
|  | ---- | ------------------- | -- | -- | - | - | -- | -- | -- | --- |
|  | 1.   | Xelajú MC           | 30 | 16 | 8 | 6 | 2  | 26 | 9  | +17 |
|  | 2.   | Deportivo Municipal | 30 | 16 | 8 | 6 | 2  | 25 | 15 | +10 |
|  | 3.   | Cobán Imperial      | 25 | 16 | 7 | 4 | 5  | 25 | 16 | +9  |
|  | 4.   | Dep. Malacateco     | 25 | 16 | 7 | 4 | 5  | 19 | 13 | +6  |
|  | 5.   | Deportivo Xinabajul | 25 | 16 | 7 | 4 | 5  | 26 | 24 | +2  |
|  | 6.   | Comunicaciones      | 24 | 16 | 7 | 3 | 6  | 24 | 23 | +1  |
|  | 7.   | Antigua GFC         | 23 | 16 | 6 | 5 | 5  | 27 | 24 | +3  |
|  | 8.   | Deportivo Mixco     | 22 | 16 | 6 | 4 | 6  | 15 | 19 | -4  |
|  | 9.   | Deportivo Achuapa   | 21 | 16 | 5 | 6 | 5  | 15 | 17 | -2  |
|  | 10.  | Guastatoya          | 14 | 16 | 2 | 8 | 6  | 15 | 19 | -4  |
|  | 11.  | Deportivo Marquense | 12 | 16 | 2 | 6 | 8  | 11 | 26 | -15 |
|  | 12.  | Zacapa              | 6  | 16 | 0 | 6 | 10 | 5  | 28 | -23 |

Legenda:
      Qualificata ai play-off.

### Play-off
|  | Quarti di finale | Quarti di finale    | Quarti di finale | Quarti di finale | Quarti di finale |  |  | Semifinali          | Semifinali          | Semifinali | Semifinali | Semifinali |   |   | Finale         | Finale         | Finale | Finale | Finale |  |
|  |                  |                     |                  |                  |                  |  |  |                     |                     |            |            |            |   |   |                |                |        |        |        |  |
|  | 3                | Cobán Imperial      | 0                | 2                | 2                |  |  |                     |                     |            |            |            |   |   |                |                |        |        |        |  |
|  | 6                | Comunicaciones      | 1                | 1                | 2                |  |  | Cobán Imperial      | Cobán Imperial      | 0          | 1          | 1          |   |   |                |                |        |        |        |  |
|  | 4                | Dep. Malacateco     | 0                | 0                | 0                |  |  | Deportivo Xinabajul | Deportivo Xinabajul | 0          | 1          | 1          |   |   |                |                |        |        |        |  |
|  | 5                | Deportivo Xinabajul | 2                | 0                | 2                |  |  |                     |                     |            |            |            |   |   | Cobán Imperial | Cobán Imperial | 2      | 0      | 2      |  |
|  | 1                | Xelajú MC           | 0                | 1                | 1                |  |  |                     |                     | Xelajú MC  | Xelajú MC  | 0          | 3 | 3 |                |                |        |        |        |  |
|  | 8                | Deportivo Mixco     | 0                | 0                | 0                |  |  | Xelajú MC           | Xelajú MC           | 1          | 1          | 2          |   |   |                |                |        |        |        |  |
|  | 2                | Deportivo Municipal | 0                | 2                | 2                |  |  | Antigua GFC         | Antigua GFC         | 1          | 0          | 1          |   |   |                |                |        |        |        |  |
|  | 7                | Antigua GFC         | 0                | 2                | 2                |  |  |                     |                     |            |            |            |   |   |                |                |        |        |        |  |

#### Quarti di finale
| Squadra 1           | Totale | Squadra 2           | Andata | Ritorno |
| ------------------- | ------ | ------------------- | ------ | ------- |
| Cobán Imperial      | 2 - 2  | Comunicaciones      | 0 - 1  | 2 - 1   |
| Dep. Malacateco     | 0 - 2  | Deportivo Xinabajul | 0 - 2  | 0 - 0   |
| Xelajú MC           | 1 - 0  | Deportivo Mixco     | 0 - 0  | 1 - 0   |
| Deportivo Municipal | 2 - 2  | Antigua GFC         | 0 - 0  | 2 - 2   |

#### Semifinali
| Squadra 1      | Totale | Squadra 2           | Andata | Ritorno |
| -------------- | ------ | ------------------- | ------ | ------- |
| Cobán Imperial | 1 - 1  | Deportivo Xinabajul | 0 - 0  | 1 - 1   |
| Xelajú MC      | 2 - 1  | Antigua GFC         | 1 - 1  | 1 - 0   |

#### Finale
| Squadra 1      | Totale | Squadra 2 | Andata | Ritorno |
| -------------- | ------ | --------- | ------ | ------- |
| Cobán Imperial | 2 - 3  | Xelajú MC | 2 - 0  | 0 - 3   |

## Clausura

### Stagione regolare
|  | Pos. | Squadra             | Pt | G  | V  | N | P  | GF | GS | DR  |
|  | ---- | ------------------- | -- | -- | -- | - | -- | -- | -- | --- |
|  | 1.   | Deportivo Municipal | 35 | 20 | 10 | 5 | 6  | 26 | 18 | +8  |
|  | 2.   | Comunicaciones      | 33 | 20 | 9  | 6 | 5  | 27 | 24 | +3  |
|  | 3.   | Antigua GFC         | 32 | 20 | 9  | 5 | 6  | 30 | 24 | +6  |
|  | 4.   | Cobán Imperial      | 32 | 20 | 10 | 2 | 8  | 26 | 25 | +1  |
|  | 5.   | Dep. Malacateco     | 29 | 20 | 8  | 5 | 7  | 30 | 26 | +4  |
|  | 6.   | Guastatoya          | 29 | 20 | 8  | 5 | 7  | 21 | 22 | -1  |
|  | 7.   | Deportivo Marquense | 27 | 20 | 7  | 6 | 7  | 18 | 19 | -1  |
|  | 8.   | Deportivo Mixco     | 25 | 20 | 6  | 7 | 7  | 21 | 23 | -2  |
|  | 9.   | Xelajú MC           | 24 | 20 | 6  | 6 | 8  | 28 | 25 | +3  |
|  | 10.  | Deportivo Achuapa   | 19 | 20 | 5  | 4 | 11 | 18 | 23 | -5  |
|  | 11.  | Deportivo Xinabajul | 17 | 20 | 4  | 5 | 11 | 21 | 37 | -16 |

Legenda:
      Qualificata ai play-off.

### Play-off
|  | Quarti di finale | Quarti di finale    | Quarti di finale | Quarti di finale | Quarti di finale |  |  | Semifinali          | Semifinali          | Semifinali          | Semifinali          | Semifinali |   |   | Finale      | Finale      | Finale | Finale | Finale |  |
|  |                  |                     |                  |                  |                  |  |  |                     |                     |                     |                     |            |   |   |             |             |        |        |        |  |
|  | 5                | Dep. Malacateco     | 0                | 1                | 1                |  |  |                     |                     |                     |                     |            |   |   |             |             |        |        |        |  |
|  | 4                | Cobán Imperial      | 1                | 2                | 3                |  |  | Cobán Imperial      | Cobán Imperial      | 2                   | 0                   | 2          |   |   |             |             |        |        |        |  |
|  | 6                | Guastatoya          | 0                | 0                | 0                |  |  | Antigua GFC         | Antigua GFC         | 1                   | 4                   | 5          |   |   |             |             |        |        |        |  |
|  | 3                | Antigua GFC         | 3                | 2                | 5                |  |  |                     |                     |                     |                     |            |   |   | Antigua GFC | Antigua GFC | 0      | 2      | 2      |  |
|  | 2                | Comunicaciones      | 0                | 2                | 2                |  |  |                     |                     | Deportivo Municipal | Deportivo Municipal | 0          | 1 | 1 |             |             |        |        |        |  |
|  | 7                | Deportivo Marquense | 2                | 1                | 3                |  |  | Deportivo Marquense | Deportivo Marquense | 1                   | 0                   | 1          |   |   |             |             |        |        |        |  |
|  | 8                | Deportivo Mixco     | 0                | 0                | 0                |  |  | Deportivo Municipal | Deportivo Municipal | 1                   | 1                   | 2          |   |   |             |             |        |        |        |  |
|  | 1                | Deportivo Municipal | 0                | 4                | 4                |  |  |                     |                     |                     |                     |            |   |   |             |             |        |        |        |  |

#### Quarti di finale
| Squadra 1       | Totale | Squadra 2           | Andata | Ritorno |
| --------------- | ------ | ------------------- | ------ | ------- |
| Guastatoya      | 0 - 5  | Antigua GFC         | 0 - 3  | 0 - 2   |
| Dep. Malacateco | 1 - 3  | Cobán Imperial      | 0 - 1  | 1 - 2   |
| Deportivo Mixco | 0 - 4  | Deportivo Municipal | 0 - 0  | 0 - 4   |
| Comunicaciones  | 2 - 3  | Deportivo Marquense | 0 - 2  | 2 - 1   |

#### Semifinali
| Squadra 1           | Totale | Squadra 2           | Andata | Ritorno |
| ------------------- | ------ | ------------------- | ------ | ------- |
| Cobán Imperial      | 2 - 5  | Antigua GFC         | 2 - 1  | 0 - 4   |
| Deportivo Marquense | 1 - 2  | Deportivo Municipal | 1 - 1  | 0 - 1   |

#### Finale
| Squadra 1           | Totale | Squadra 2   | Andata | Ritorno |
| ------------------- | ------ | ----------- | ------ | ------- |
| Deportivo Municipal | 1 - 2  | Antigua GFC | 0 - 0  | 1 - 2   |